# Гоц, Михаил Рафаилович

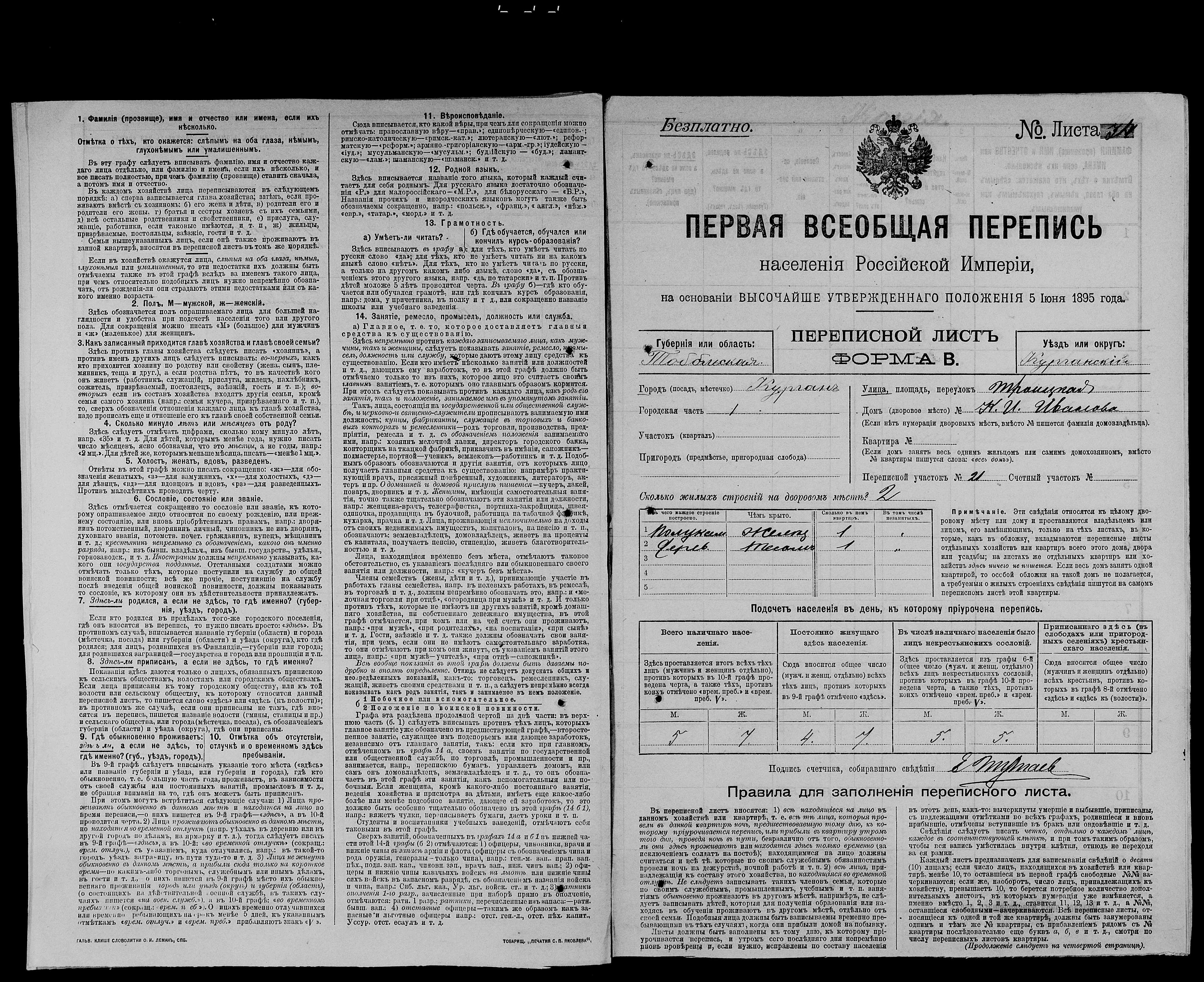
>Перепись населения Российской империи (1897), лист с описанием дома в г. Кургане, в котором жила семья Гоц

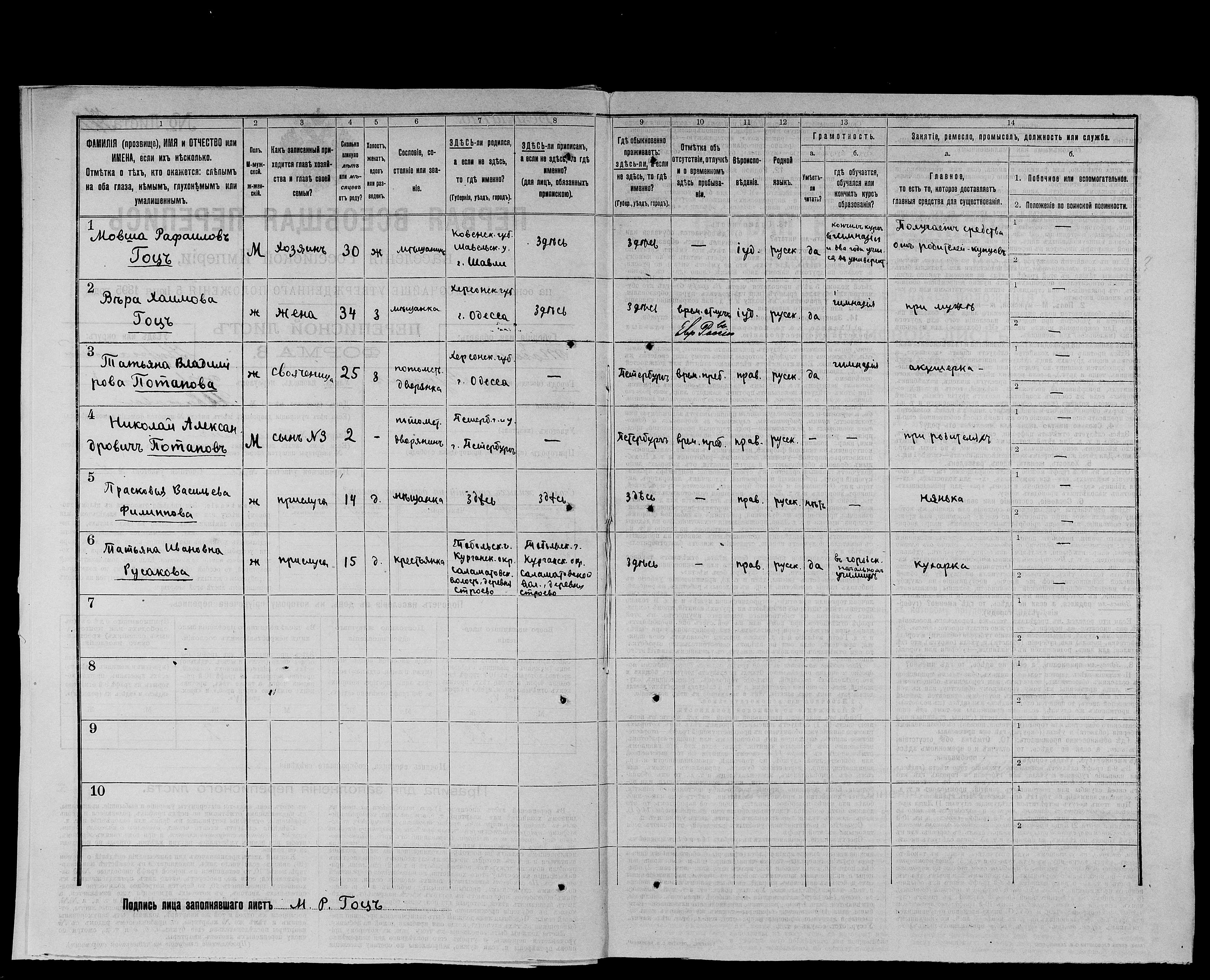
Перепись населения Российской империи (1897), лист с описанием семьи Гоц

Михаи́л Рафаи́лович Гоц (1866, Шавли, Ковенская губерния — 26 августа 1906, Берлин) — российский политический деятель еврейского происхождения, революционер, народоволец; брат Абрама Рафаиловича Гоца.

## Биография
Михаил Гоц родился в 1866 году в семье Рафаила Абрамовича Гоца и Фрейды Вульфовны Высоцкой в городе Шавли Шавельского уезда Ковенской губернии, ныне город Шяуляй — административный центр Шяуляйского уезда Литовской Республики. Внук известного московского чайного предпринимателя Вульфа Янкелевича Высоцкого.
Народоволец с 1884 года. В 1885 году поступил на медицинский факультет Московского университета, в 1886 перешёл на юридический факультет университета. Организовал народовольческую типографию. За революционную деятельность в октябре 1886 года арестован и весной 1888 года сослан на 8 лет под гласный надзор полиции в Восточно-Сибирское генерал-губернаторство. По дороге в Среднеколымск принял участие в якутских беспорядках (Якутская трагедия), был ранен и отправлен с другими 20 поселенцами на бессрочную каторгу. Отбывал наказание в Якутской и Вилюйской каторжных тюрьмах, а с июня 1892 года в Акатуйской каторжной тюрьме и Горном Зерентуе.
В 1895 году каторга заменена ссылкой на поселение в город Курган Тобольской губернии. Живя на поселении в Кургане, занимался журнальной деятельностью, помещая статьи в местной газете «Степной край» и в журналах «Мир Божий» и «Русское богатство» под псевдонимом «М. Рафаилов». 
В 1898 году получил разрешение на возвращение в европейскую часть России. В 1899 году поселился в городе Одессе Херсонской губернии, где заведовал местным отделом чайной фирмы «В. Высоцкий и К°».
В 1900 году выехал для лечения за границу, где организовал издание «Вестника русской революции», ставшего со 2-го номера теоретическим органом Партии социалистов-революционеров. Один из организаторов Партии эсеров, член заграничного ЦК, создатель устава «Боевой организации эсеров». Поддерживал газету «Революционная Россия» и журнал «Вестник русской революции». 
С 1902 года жил в Женеве, Швейцария. Квартира Гоца в Женеве стала штабом партии, в которой по словам В. М. Чернова, Гоц был «диктатором». Финансировал террористическую деятельность партии. Департамент полиции Российской империи считал Гоца «самым опасным человеком» среди эсеров.
В марте 1903 года, по требованию российского правительства, Гоц был арестован в Неаполе, Королевство Италия, однако вследствие организованной западноевропейскими социалистами кампании в его защиту итальянские власти отказали России в выдаче Гоца. Вскоре его освободили, и он вернулся в Женеву.
Борис Савинков вспоминал:

Он, тяжко больной, уже не вставал с постели. Лежа в подушках и блестя своими черными юношескими глазами, он с увлечением расспрашивал меня о всех подробностях дела Плеве. Было видно, что только болезнь мешает ему работать в терроре: он должен был довольствоваться ролью заграничного представителя боевой организации… Официально роль Гоца в терроре, как я выше упомянул, ограничивалась заграничным представительством боевой организации. На самом деле она была гораздо важнее. Не говоря уже о том, что и Гершуни и Азеф советовались с ним о предприятиях, ― мы, на работе в России, непрерывно чувствовали его влияние. Азеф был практическим руководителем террора, Гоц ― идейным. Именно в его лице связывалось настоящее боевой организации с ее прошедшим. Гоц сумел сохранить боевые традиции прошлого и передать их нам во всей их неприкосновенности и полноте. Благодаря ему, имя нам лично неизвестного Гершуни было для нас так же дорого, как впоследствии имена Каляева и Сазонова. Для членов боевой организации, знавших Гоца за границей, он был не только товарищ, он был друг и брат, никогда не отказывавший в помощи и поддержке. Его значение для боевой организации трудно учесть: он не выезжал в Россию и не работал рука об руку с нами. Но, мне думается, я не ошибусь, если скажу, что впоследствии его смерть была для нас потерей не менее тяжелой, чем смерть Каляева
— .
Иван Каляев обрёл в Гоце идейного наставника. Именно Гоц подготовил его к покушению на великого князя Сергея Александровича, обвиняя последнего в насильственном выселении из Москвы проживавших там евреев в 1891 году.
Михаил Гоц умер после операции опухоли спинного мозга 26 августа 1906 года в городе Берлине Германской империи, ныне город — столица Федеративной Республики Германия. Погребён 3 сентября 1906 года в городе Женеве Республики и кантона Женева Швейцарской Конфедерации.

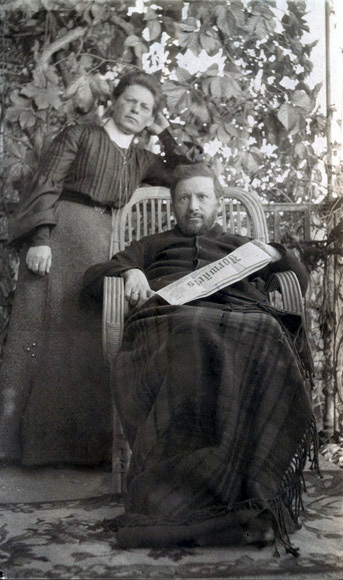
М. Р. Гоц с женой в последние годы

## Семья
- Отец, Шлёма-Рафаил Абрамович Гоц (1844—?) — с 20 декабря 1885 года купец 1-й гильдии, член правления Товарищества чайной торговли «Высоцкий В. и К°».
- Мать, Фрейде Вульфовна Высоцкая (1845—?) — дочь Вульфа Высоцкого, основателя чаеторговой фирмы «В. Высоцкий и К°». С 1891 года вся семья постоянно жила в Москве.
  - Сестра Розалия (Рейзе) Рафаиловна Гоц (1880—?), была замужем за статским советником, адвокатом Матвеем Владимировичем (Мордухом Вульфовичем) Поузнером (1869—1916), членом Совета и директором Русского торгово-промышленного банка, членом правлений Общества цементных заводов «Гранулит», Донецко-Грушевского общества каменноугольных и антрацитных копей, товарищества Сергинско-Уфалейских горных заводов. Его брат — журналист и общественный деятель Соломон Владимирович Познер (1876—1946, отец писателя Владимира Познера); другой брат — Александр Владимирович Познер (1875 — после 1941), основатель и совладелец товарищества «Григорий Вейнберг и Александр Познер, инженеры» в Санкт-Петербурге, дед телеведущего Владимира Познера и востоковеда Павла Познера. Сестра Вера Вульфовна Поузнер (1871—1952), была замужем за адвокатом и общественным деятелем Л. М. Брамсоном.
  - У М. Р. Гоца были также сёстры Соре (1873), Мере (1876), Бейле (1878), брат Маркус (1862, с 1885 года работал мясником в Шавлях)[7].
- Жена — Вера Самойловна Гассох (1863—1938).